# بخش د هوماهواکا
بخش د هوماهواکا (به اسپانیایی: Departamento de Humahuaca) یک منطقهٔ مسکونی در آرژانتین است که در استان خوخوی واقع شده‌است.